# Universitätsbibliothek Wuppertal
Die Universitätsbibliothek Wuppertal ist die Universitätsbibliothek der Bergischen Universität in Wuppertal. Neben den fünf Fachbibliotheken in der Bibliothekszentrale am Hauptcampus Grifflenberg werden zwei weitere Fachbibliotheken am Campus Haspel sowie am Campus Freudenberg unterhalten. 2015 betrug der Bestand etwa 1,2 Millionen Bücher. Direktor der Universitätsbibliothek ist Uwe Stadler.

## Geschichte
Gegründet wurde die Universitätsbibliothek Wuppertal 1972 als eine von fünf Gesamthochschulbibliotheken in Nordrhein-Westfalen. Hierbei wurden die Bestände der Vorgängerinstitute – der Bibliothek der Pädagogischen Hochschule Rheinland, Abteilung Wuppertal und der Bibliothek der Fachhochschule Wuppertal – übernommen und um zahlreiche Neuanschaffungen aufgestockt. Ältere Bestände wurden erst im Zuge der Rückergänzung von Quellen und Textausgaben neu erworben.
1980 verfügte die Bibliothek mit 960 Arbeitsplätzen, 60 davon als Carrel, trotz nur 9200 Studierenden an der Universität über die bis heute größte Anzahl an Arbeitsplätzen. Zu Beginn der 1990er Jahre wurde auf der Dachfläche der achten Ebene ein neuer Lesesaal errichtet, um dem Dilemma zwischen wachsendem Buchbestand und abnehmenden Arbeitsplätzen Einhalt zu gebieten.
2003 zogen die Bestände der Fächer Elektro-, Informations- und Medientechnik sowie das Magazin für Monografien in die neu errichtete Fachbibliothek 7 am Campus Freudenberg, sodass der Standort am Grifflenberg neu strukturiert werden konnte. In der Folge konnte unter anderem erstmals ein PC-Lesesaal errichtet werden.

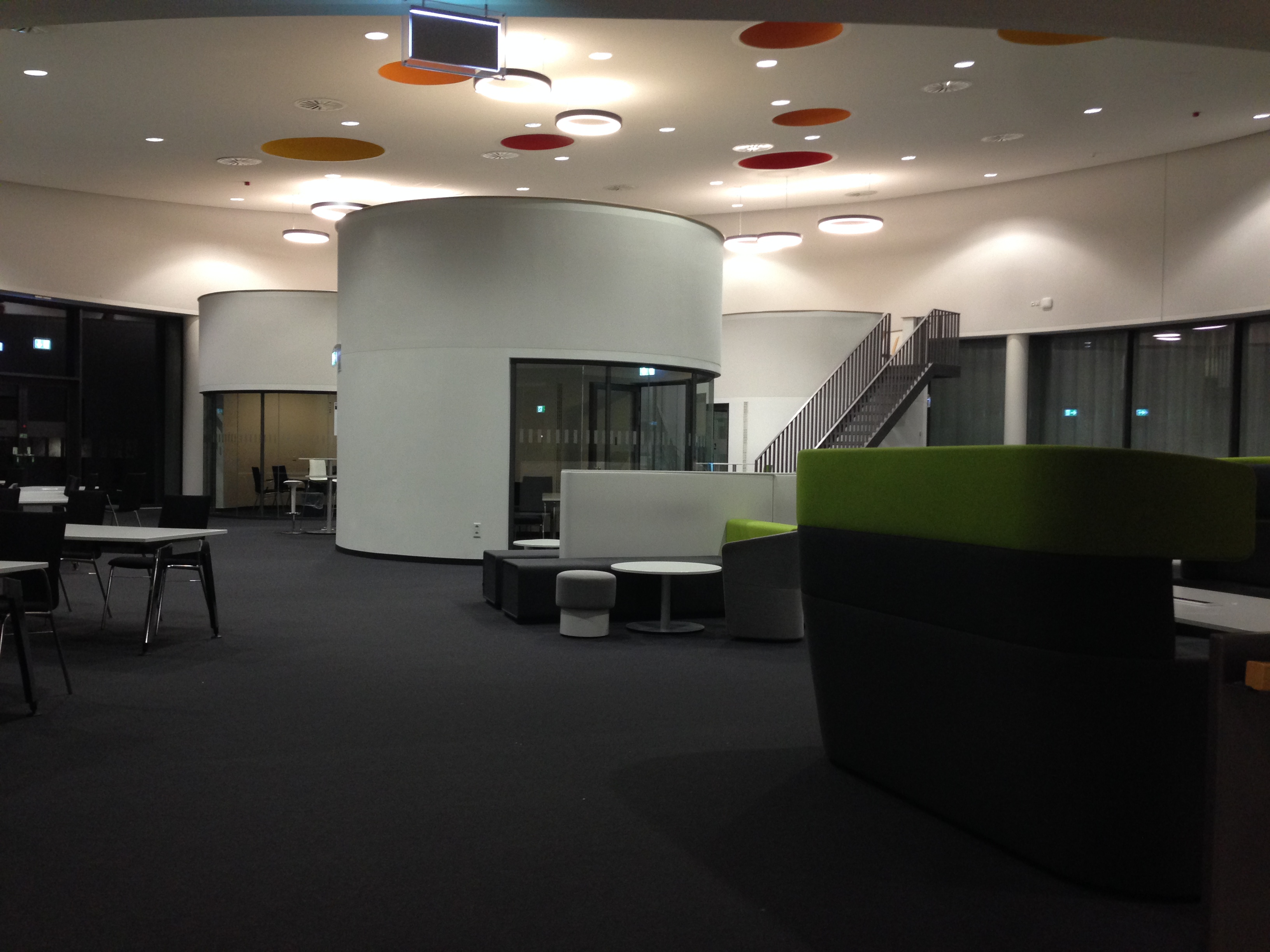
Der 2012 eröffnete Lesesaal

Seit März 2012 verfügt die Bibliothek über einen neuen Lesesaal, der dem Dach der neunten Ebene aufgesetzt wurde. Er bietet 200 Leseplätze, zahlreiche Internetplätze sowie drei abschließbare Rotunden mit Gruppenarbeitsplätzen. Der etwa 600 Quadratmeter große Bau kostete knapp 3 Millionen Euro. Der Lesesaal wurde im Juni 2013 auch Teil des Tags der Architektur in Nordrhein-Westfalen und stellte damit als Anschauungsobjekt zur Gestaltung von Lehrräumen im virtuellen Zeitalter eines von zehn Wuppertaler Objekten. 2016 erhielt die Bibliothek eine seltene Ausgabe des Werks Astronautilia des tschechischen Autors Jan Křesadlo.
Nach einer großflächigen Bestandsverlagerung wurde Ende des Jahres 2021 die Eingangsebene der Universitätsbibliothek mit einem modernen Lernbereich inklusive 14 Gruppenarbeitsräumen (Think Tanks) ausgestattet. 2022 wurde das Johannes-Rau-Zentrum mit der Johannes-Rau-Bibliothek eröffnet.

Logo der Universitätsbibliothek Wuppertal

Zum 50. Jubiläum wurde erstmals ein Logo eingeführt, das von dem Designer Ferhan Hizli gestaltet wurde. Es wurde mit dem Worldwide Logo Design Award und dem International Creative Media Award ausgezeichnet.

### Lesungen
Die Universitätsbibliothek lädt regelmäßig bekannte Persönlichkeiten ein, um Lesungen zu halten; bislang traten unter anderem Kabarettist Fritz Eckenga, Schauspieler Walter Sittler, Dramaturg John von Düffel und Feministin Alice Schwarzer sowie die Schriftsteller Katrin Bauerfeind, Christiane Gibiec, Frank Goosen, Ulla Hahn, Wladimir Kaminer, Bodo Kirchhoff, Anja Liedtke, Safeta Obhođaš und Christine Westermann auf.

### Direktoren
- 1972–2006: Dieter Stäglich
- 2006–0000: Uwe Stadler

## Struktur

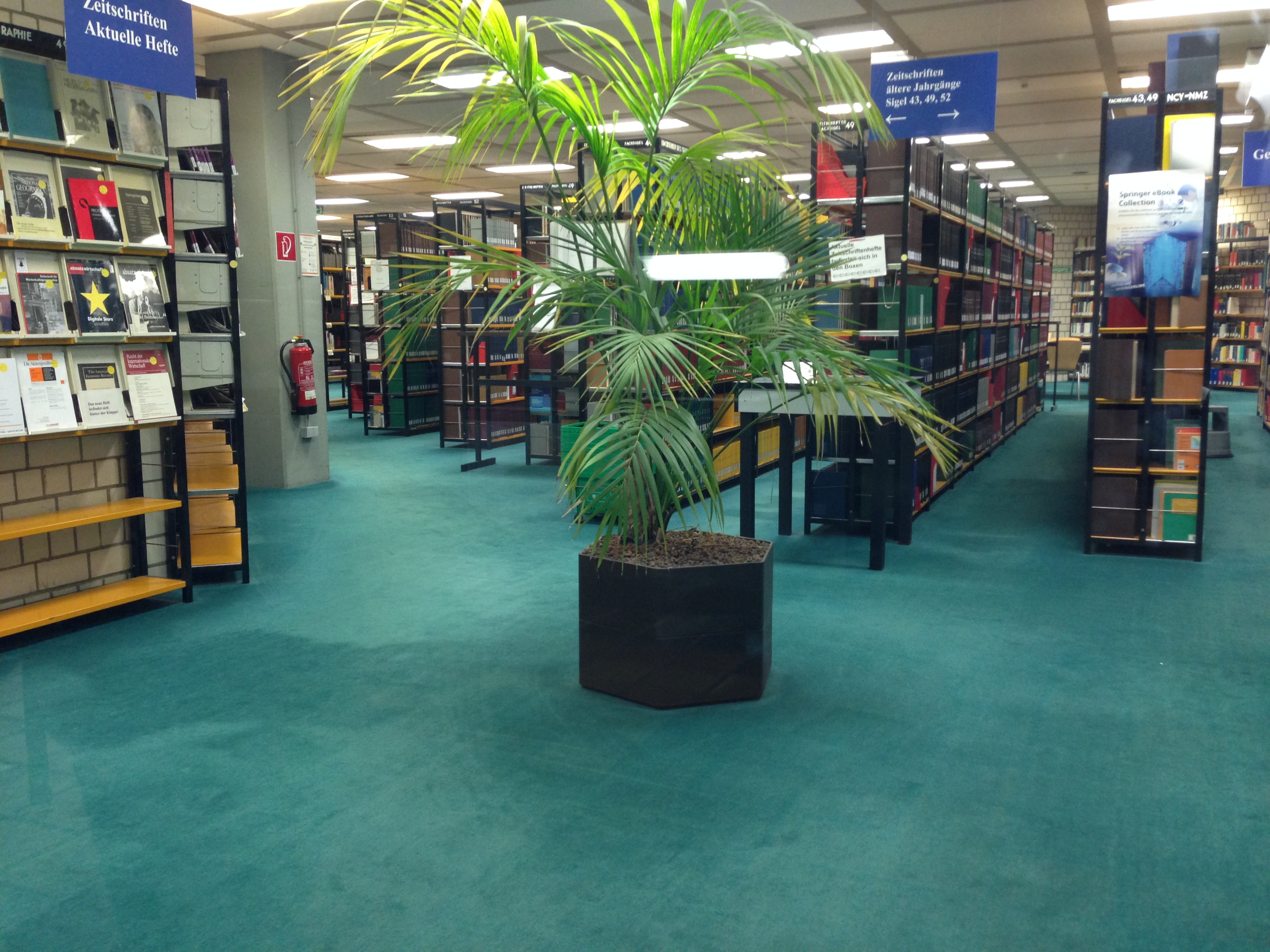
Fachbibliothek 2

Es werden sieben Fachbibliotheken unterhalten:
- Campus Grifflenberg
  - Fachbibliothek 1: Sprach- und Literaturwissenschaften, Philosophie, Theologie, Kunst, Design und Medienwissenschaft
  - Fachbibliothek 2: Wirtschafts- und Rechtswissenschaften
  - Fachbibliothek 4: Geografie, Maschinenbau, Mathematik, Musik, Naturwissenschaften, Pädagogik, Psychologie, Sicherheitstechnik, Sport, Schulbuchsammlung
  - Fachbibliothek 5: Geschichte, Politik- und Sozialwissenschaften
- Campus Haspel
  - Fachbibliothek 6: Architektur, Bauingenieurwesen
- Campus Freudenberg
  - Fachbibliothek 7: Elektro-, Informations- und Medientechnik
  - Johannes-Rau-Zentrum mit Johannes-Rau-Bibliothek

Daneben verfügt die Bibliothek über ein Kopierzentrum, vier Lesesäle, 17 Gruppenarbeitsräume, einen Schulungsraum sowie einen Eltern-Kind-Raum.

## Bestand und Nutzung

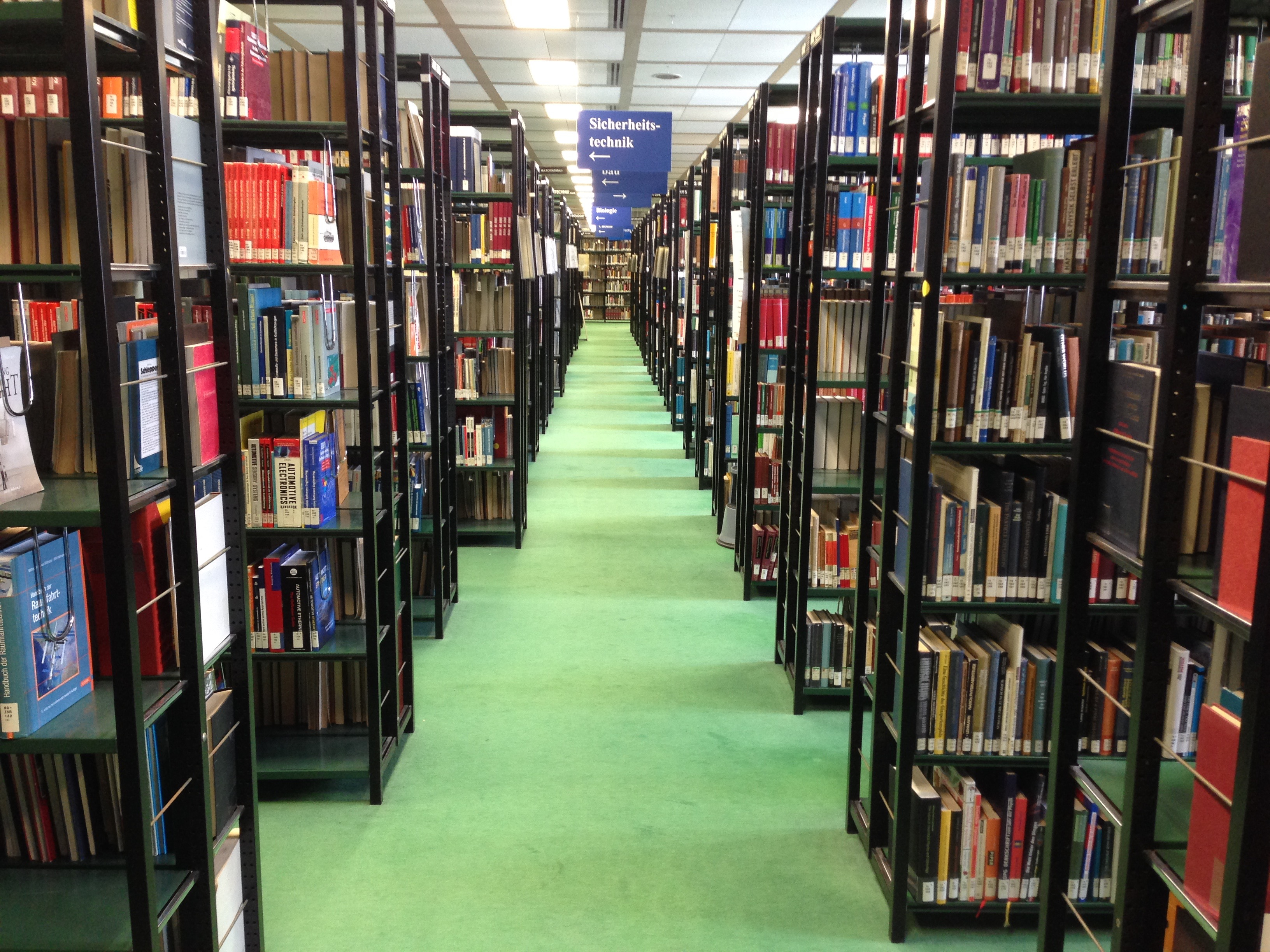
Buchregale in Fachbibliothek 4

Die Universitätsbibliothek verfügt auf 10.962 Quadratmetern über:
- mehr als 1,2 Millionen Bücher
- mehr als 1200 laufende Zeitschriftenabonnements
- mehr als 220.000 digitale Bestände
- mehr als 28.000 elektronische Zeitschriften

Von den über 1,2 Millionen Büchern sind etwa 3000 Titel als historisch zu betrachten. Der älteste Titel ist als Inkunabel klassifiziert und stammt aus dem Jahre 1490, zudem sind mehrere Titel aus dem 16. und 17. Jahrhundert vorhanden. Weniger als 30 Schriften befinden sich als Remota im sogenannten „Giftschrank“. Überregional als besonders betrachtete Sammelgebiete der Bibliothek sind vor allem die Irlandistik, Australistik, Prager Deutsche Literatur und Design sowie zusammenhängende Textsammlungen und Libretti englischer und französischer Bühnen des 18. und 19. Jahrhunderts.
Von etwa 8400 aktiven Nutzern wurden 2023 über 600.000 Bücher und Medien ausgeliehen; 2019 waren es noch über 1,3 Millionen Leihen. In jährlich rund 23.000 Fernleihvorgängen werden nicht vorhandene Medien von auswärts beschafft. Die Zahl der gedruckten Neuzugänge betrug 2023 etwa 9500, jene der elektronischen Neuzugänge lag bei über 100.000.
2023 gab es 955 Benutzerarbeitsplätze, darunter 62 Computerarbeitsplätze.

### Sondersammlungen
Die bedeutendsten geschlossenen Sammlungen bilden die komplette jüdische Bücherei des Schocken Verlags, die Bibliothek Franz Kafkas und die Nachlassbibliotheken der klassischen Philologen Günther Jachmann und Mario Puelma, des früheren Kultusministers Werner Schütz, des irischen Schriftstellers Walter Macken sowie des ehemaligen Minister- und Bundespräsidenten Johannes Rau.

#### Nachlass von Walter Macken
Seit 1977 besitzt die Universitätsbibliothek den Nachlass von Walter Macken. Dieser besteht aus 170 Mappen mit Manuskripten, Romanen, Rezensionen, Fotos und Zeichnungen sowie unveröffentlichten Kurzgeschichten und Schriftverkehr. Die Sammlung befindet sich im geschlossenen Magazin der Bibliothek.

#### Bibliothek Günther Jachmann
Seit 1984 ist die Universitätsbibliothek in Besitz der 4500 Bände umfassenden Gelehrtenbibliothek von Günther Jachmann, die dieser vor allem in den 1920er und 1930er Jahren aufbaute. Sie umfasst Standardwerke der Klassischen Philologie, Textausgaben, Kommentare und Untersuchungen zu Jachmanns Forschungsinteressen, sowie Werke zur Geistes- und Kulturgeschichte. In der Sammlung befinden sich zudem mehrere Rara. Teile der Sammlung wurden digitalisiert.

#### Nachlass von Mario Puelma
2013 erhielt die Universitätsbibliothek den Nachlass von Mario Puelma. Zu den etwa 4000 Bänden zählen Fachbücher, Fachzeitschriften und Archivalien, aber auch Vorlesungsmanuskripte, Tondokumente, wissenschaftliche Aufsätze und Schriftverkehre.

#### Dauerleihgabe des Wilhelm-Dörpfeld-Gymnasiums
Seit 2017 ist die Universitätsbibliothek in Besitz eines Teils der historischen Schulbibliothek des Wilhelm-Dörpfeld-Gymnasiums. Darin befinden sich unter anderem Werke der Elberfelder Lateinschule sowie des Barmer Gymnasiums aus dem 16. und 17. Jahrhundert mit Textausgaben antiker griechischer und lateinischer Klassiker.

#### Spanisches Medienzentrum
2022 wurde das Spanische Medienzentrum eingeweiht. Es enthält als Dauerleihgabe 3300 Medien der Spanischen Botschaft in Berlin. Darunter befindet sich spanische Literatur verschiedener Gattungen, Nachschlagewerke der Bereiche Architektur, Geographie, Geschichte, Kino, Kunst und Literaturwissenschaft, sowie zahlreiche CDs und DVDs.

#### Johannes-Rau-Zentrum
2022 wurde am Campus Freudenberg das Johannes-Rau-Zentrum eröffnet, das neben Tagungs- und Veranstaltungsräumen auch die Johannes-Rau-Bibliothek umfasst. In dieser Bibliothek befinden sich die etwa 16.000 Werke aus der Privatbibliothek von Johannes Rau, von denen 2600 Widmungen teils namhafter Personen enthalten. Etwa 5100 Bände sind zugänglich.

## Organisation
Direktor der Universitätsbibliothek ist seit 2006 Uwe Stadler, der seit 2015 auch Vorsitzender des Verbands der Bibliotheken des Landes Nordrhein-Westfalen ist. Die Organisation erfolgt in den drei Dezernaten Haushalt und Interne Dienste, Bestands- und Metadatenmanagement und Benutzungsdienste sowie acht Fachreferaten.
Die Universitätsbibliothek ist als Betriebseinheit Teil der Hochschule und eine einschichtige Bibliothek. Über das Bibliothekszentrum wird der Informations- und Literaturbedarf der Universitätsbibliothek sowie der Universität ermittelt, koordiniert und gedeckt. Für die Verteilung der erworbenen Medien und Mittel auf die verschiedenen Fächer ist eine aus Universitätsmitgliedern bestehende Kommission zuständig.

### Finanzierung
Die gesamten Ausgaben für den Bibliotheksbetrieb lagen 2020 bei über 6,17 Millionen Euro. Der größere Teil entfällt mit etwa 3,63 Millionen Euro auf die Personalkosten. Für Literaturerwerbungen wurden 2020 2 Millionen Euro ausgegeben. Darin enthalten sind elektronische Inhalte, in deren Beschaffung 2020 etwa 1,5 Millionen Euro investiert wurden.